# Góra Szwedów
Góra Szwedów (także Szwedzka Góra, pot. Szwed) – wzniesienie o wysokości 19 m n.p.m. na wschodnim krańcu Mierzei Helskiej, wyrastające z wydm ciągnących się wzdłuż wybrzeża od strony Morza Bałtyckiego. Znajduje się w granicach administracyjnych miasta Helu.
Na jej szczycie znajduje się stara latarnia morska. Ze szczytu wieży, jak i samego wzniesienia rozciąga się widok na otwarte Morze Bałtyckie, nadmorskie wydmy oraz lasy.
|  |  |